# USNH Beaufort
Das United States Naval Hospital Beaufort ist ein Militärkrankenhaus der United States Navy und liegt in Beaufort im US-Bundesstaat South Carolina. Das Lazarett ist eines der wenigen Militärkrankenhäuser, welche nicht innerhalb eines Militärstützpunktes gelegen sind, sondern seine eigene Lokalisation verwaltet. Der Lazarettstützpunkt wurde am 29. April 1949 in Betrieb genommen. 
Er versorgt primär die beiden nahegelegenen Stützpunkte des USMC, das Marine Corps Recruit Depot Parris Island, das Marine Corps Air Station Beaufort sowie die Bewohner der Militärwohnanlagen in Laurel Bay.